# 上松川站
上松川站（日语：／ Kamimatsukawa eki */?）是位於福島縣福島市南澤又字上並松19番1號，屬於福島交通的飯坂線車站。

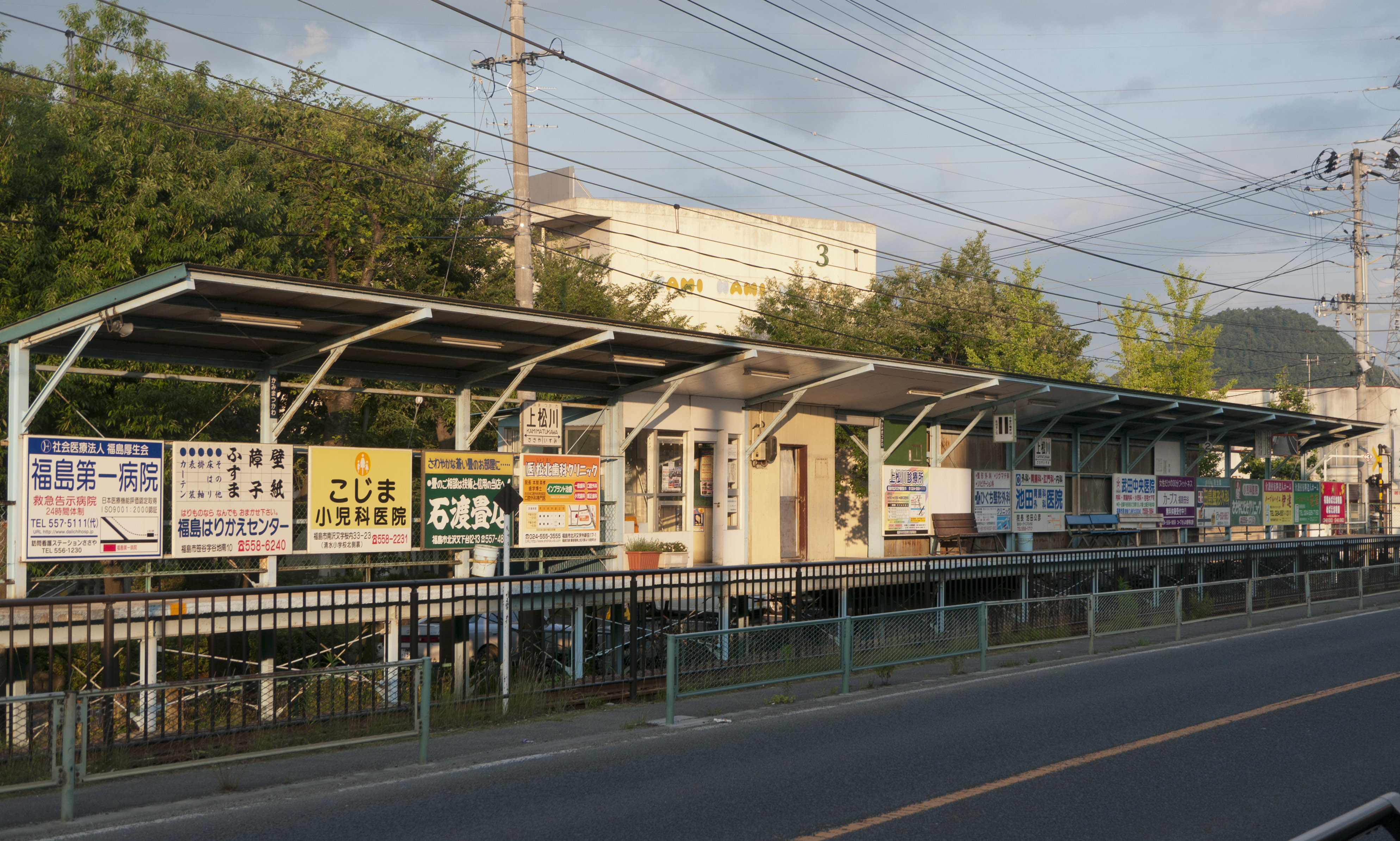
月台(2011年7月)

## 歷史
- 1964年（昭和39年）1月10日 - 車站啟用。

## 車站構造
本站是地面車站，設有1面1線的單式月台。在平日早上和黃昏和假日日間設有車站職員當值。站內設有櫃臺（平日早上和黃昏和假日日間）、乘車站證明票發行機（1台）、自動售票機（1台）、自動販賣機（飲品）、候車室。

## 使用狀況
在2010年度的乘車人次為364人。
以下為近年1日平均上落、乘車人次列表：
| 年度   | 1日平均 乘車人次 | 1日平均 上下車人次 |
| ------ | ---------------- | ------------------ |
| 2010年 | 364              |                    |
| 2011年 |                  | 534                |
| 2012年 |                  | 602                |
| 2013年 |                  | 620                |
| 2014年 |                  | 697                |
| 2015年 |                  | 622                |
| 2016年 |                  |                    |
| 2017年 |                  |                    |
| 2018年 |                  | 704                |

## 車站周邊
- 縣營上並松團地
- 岡兒童診所
- 福島第一醫院（靠近飯坂溫泉站、櫻水站方向，在笹谷站比較近）
- 梅貝幼稚園
- 福島縣道3號福島飯坂線（日语：福島県道3号福島飯坂線）
- 福島縣道312號折戶笹谷線（日语：福島県道312号折戸笹谷線）
- 北澤又郵局

## 巴士路線
所有巴士路線由福島交通營運
- 經福島站東出口前往醫科大學
- 經福島站東出口 前往大原綜合醫院（日语：大原綜合病院）
- 前往折戶
- 前往堰場

## 相鄰車站
福島交通
飯坂線
泉－上松川－笹谷

## 注腳
1. ↑  福島市公共交通活性化基本計画PDF（日語） - 福島市，2012年，22頁
2. ↑  國土數値情報(不同車站上落客數據)2011-2015年  （页面存档备份，存于）（日語） - 國土交通省，國土數値情報(不同車站上落客數據)2018年  （页面存档备份，存于） - 國土交通省，2019年9月3日參閲

## 外部連結
- 福島交通 - 飯坂線 上松川站 （页面存档备份，存于）（日語）